# Unorthodox Jukebox
Unorthodox Jukebox é o segundo álbum de estúdio do cantor e compositor estadunidense Bruno Mars, lançado em 10 de dezembro de 2012 pela Atlantic Records. As sessões de gravação do álbum foram realizadas entre os anos de 2011 e 2012 com a produção musical do trio The Smeezingtons, do produtor Mark Ronson, de Jeff Bhasker, Benny Blanco, Paul Epworth e outros. O disco é o primeiro lançamento de Mars após Doo-Wops & Hooligans (2010), que gerou os hits "Just the Way You Are", "Grenade" e "The Lazy Song".
O 1º single do disco divulgado por Mars foi "Locked Out of Heaven", que chegou ao top 5 das mais tocadas e baixadas em vários países, incluindo os Estados Unidos, onde atingiu a 1ª posição da Billboard Hot 100. Logo em seguida, foram liberados os singles promocionais "Young Girls", "Moonshine" e "When I Was Your Man", que foram disponibilizados para download digital pago através da iTunes Store. Dentre estas, "When I Was Your Man" foi escolhida como o segundo single do álbum, sendo lançada oficialmente em 15 de janeiro de 2013.
Mars já realizou algumas performances para divulgar o disco, tendo apresentado-se na edição americana do Saturday Night Live, durante a edição de 2012 do Victoria's Secret Fashion Show, entre outros. Unorthodox Jukebox foi liberado para streaming através de sua página oficial em 4 de dezembro de 2012, há uma semana de seu lançamento, tendo previsão de permanência no website até a data de lançamento do disco nos Estados Unidos.

## Gravação
Eu estava pouco familiarizado com sua música. Mas então nós nos encontramos em Londres e a primeira coisa que ele me disse foi: 'Eu quero que essa parceria soe exatamente o oposto do que uma parceria entre Mark Ronson e Bruno Mars deveria soar'. Aquilo simplesmente me conquistou - e naquele momento eu percebi o quão talentoso ele é. Essa é a música mais progressiva na qual eu já trabalhei. Ela está prestes a desentupir as artérias e mudar a sonoridade da música.

—Mark Ronson, sobre o trabalho com Mars na produção do disco.
O álbum teve sua produção iniciada no ano de 2011, quando Mars já havia finalizado a divulgação de seu álbum anterior, Doo-Wops & Hooligans. Segundo o cantor e compositor, o álbum representa um novo nível de liberdade profissional em sua carreira, uma vez que no trabalho realizado nele Mars está "indo ao estúdio e gravando e compondo" tudo o que ele queria. O cantor revelou que no início de sua carreira conheceu o presidente de uma grande gravadora que lhe disse: "Sua música é uma m*rda, você não sabe quem é, sua música já está por toda parte e nós não sabemos como comercializá-la. Escolha um estilo e volte aqui". Sobre isso, ele afirmou: "Aquilo foi terrível para mim, por que eu não estava tentando ser uma atração circense. Eu ouço vários tipos de música, e quero ter a liberdade e o luxo de poder dizer 'Hoje eu quero gravar um hip-hop, um R&B ou um soul'".
A produção do disco também possui diferenças em relação a seu trabalho anterior, devido o fato dele ter colaborado com outros produtores musicais com os quais não havia trabalhado antes. Quanto a isso, Mars declarou: "Convidamos alguns chefes de cozinha sem nem mesmo ter uma receita. Nós poderíamos ter transformado isso em um desastre, ou poderíamos ter transformado tudo em algo incrível. O que nós fizemos foi uma coisa cheia de alma, experimental, eletrônica e difícil de explicar. E essa é a explicação para o título do álbum". Unorthodox Jukebox conta com a produção de Mark Ronson, Jeff Bhasker (responsável pela produção de "We Are Young", da banda Fun., e por diversos sucessos interpretados por cantores como Beyoncé e Kanye West), Emile Haynie, Diplo (conhecido por trabalhos com M.I.A., Beyoncé e Supa Dups), do trio The Smeezingtons (do qual Mars faz parte) e muitos outros. Com Diplo, Mars procurou pelos sons que fizessem "a galera na balada enlouquecer", o que fez o DJ afirmar que "em nossa geração, ele é o cara mais talentoso com o qual já trabalhei".
Ao falar sobre o disco em entrevistas, Mars notou que o álbum possui uma maior variedade musical e que nele ele se recusou a "escolher um único estilo musical". Mars também esteve em estúdio com os produtores Benny Blanco e Paul Epworth (sendo o último um dos responsáveis por 21, álbum da cantora Adele que é um dos discos mais vendidos do século XXI). Sobre suas contribuições na produção do álbum, Blanco declarou: "Eu fiz uma música muito legal com ele. Eu e Paul [Epworth] simplesmente ficamos juntos e logo em seguida Bruno escreveu uma música incrível em cima disso. Tudo meio que veio junto". Ao falar sobre a canção, ele afirmou: "Ela se parece com uma espécie de retrocesso de 'Sinnerman', da Nina Simone". Apesar disso, ainda não se sabe se essa música estará presente no álbum.
Mars também trabalhou com a cantora Esperanza Spalding na faixa "Old & Crazy", presente em uma versão exclusiva do álbum. Ele pediu a cada um dos produtores envolvidos no projeto para que "saíssem de sua zona de conforto", ou seja, para que produzissem algo diferente do que já haviam produzido. Ao gravar a canção "When I Was Your Man", ele afirmou que não queria "gravar nenhuma outra balada", mas que "essa é visceral - é a coisa mais honesta e real que eu já cantei... Foi quando as apostas não eram mais seguras, quando senti meu sangue fluindo".

## Composição

### Estilo musical e temas

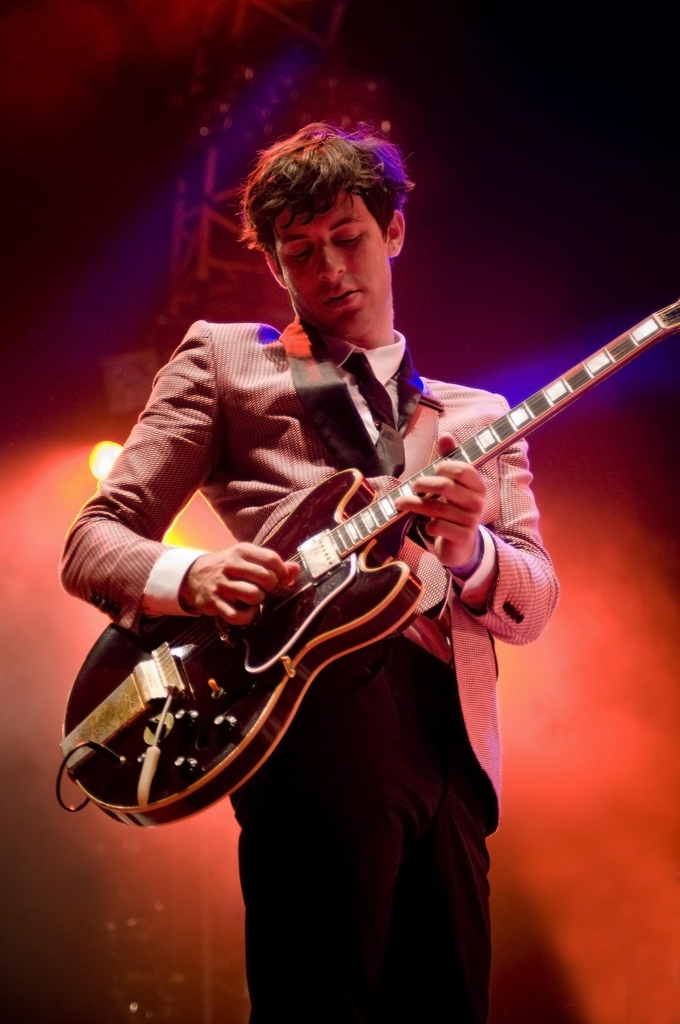
Mark Ronson (foto) foi um dos artistas que colaboraram para as composições e produções de faixas do álbum.

A faixa de abertura do disco, "Young Girls", possui 3 minutos e 49 segundos de duração e apresenta influências da música pop. Foi escrita por Mars, Philip Lawrence, Ari Levine, Jeff Bhasker e Emile Haynie, e tem como tema o amor de Mars pelas garotas. Foi bem recebida pela crítica, que em um dos casos descreveu-a como "sólida" e "cativante". A segunda faixa é "Locked Out of Heaven", lançada como 1º single do projeto e comparada ao trabalho de grandes artistas e grupos musicais como Michael Jackson e a banda The Police. Sua letra fala sobre uma mulher que faz Mars sentir-se realizado, e cujo sexo o leva ao paraíso. Foi também muito bem recebida pela crítica, tendo sido descrita como "irresistível". "Gorilla", a terceira faixa do álbum, possui 4 minutos e 4 segundos de duração e influências de Prince e Michael Jackson, tendo sido descrita pela crítica como "a música mais atrevida já feita por Mars". Mars declarou que ela fala sobre "o bom e velho sexo animalesco", e que sua letra possui "um corpo cheio de licor e cocaína", remetendo ao episódio de 2010 no qual ele foi detido pela polícia por porte de cocaína. Sobre o ocorrido e sua menção na letra na música, ele declarou: "Apagar aquele momento da minha vida poderia acabar com a minha arte. Essa música precisava ter um senso de perigo".
"Treasure" possui 2 minutos e 58 segundos e possui influências do cantor pop Michael Jackson, assim como "Locked Out of Heaven". Sua letra fala sobre uma garota que Mars considera ser um "tesouro", e da qual ele quer ter "todo o amor". Já "Moonshine" soa mais parecida com os trabalhos do cantor Phil Collins, tendo como tema um espécie de "vício" do cantor, que fica subentendido como sendo ou no álcool ou em uma garota. "When I Was Your Man", a sexta faixa do disco, é segundo Mars "uma confissão", sendo sua "canção mais honesta e real" e chegando a ser definida como "visceral". Sua letra fala sobre um antigo amor do cantor que ele perdeu por não ter sido atencioso o suficiente, por nunca ter "comprado flores e segurado em suas mãos". Possui uma produção grandiosa, sendo embalada apenas pelo som do piano, e trazendo os vocais de Mars de uma forma mais poderosa.
"Natalie" tem 3 minutos e 45 segundos de duração e fala sobre "uma garota que roubou seu dinheiro [o de Mars] e fugiu", com sua personagem central, Natalie, sendo descrita como uma "má notícia - que vem com notícias ainda piores". "Show Me", oitava faixa do álbum, possui influências claras do reggae e possui uma letra que fala sobre viver um bom momento ao lado de quem se ama. A nona faixa, "Money Makes Her Smile", fala sobre uma garota maluca e interesseira, tendo sido escrita por Diplo e o trio The Smeezingtons para se tornar "um hino dos clubes de strip-tease". Já a última faixa da edição padrão do álbum, "If I Knew", lembra o trabalho de Mars em seu álbum de estúdio anterior, Doo-Wops & Hooligans (2010), e sua letra fala sobre um amor que o cantor não sabia que poderia chegar em sua vida. A faixa bônus do disco, "Old & Crazy", conta com a participação da cantora estadunidense Esperanza Spalding, e foi descrita pelo produtor Jeff Bhasker "maluquinha, um verdadeiro clássico jazz, parecida com 'Pennies from Heaven'". Sobre ela, Bhasker ainda declarou: "Ela soa como uma música que você ouviria em um clube parisiense nos anos 20".

## Divulgação
A divulgação de Unorthodox Jukebox vem sendo feita através de diversas performances ao vivo executadas por Mars ao redor do mundo. A primeira delas ocorreu no dia 20 de outubro de 2012, quando o cantor performou os singles "Locked Out of Heaven" e "Young Girls" no humorístico estadunidense Saturday Night Live, além de ter sido o apresentador do episódio no qual a performance foi ao ar (e ter alcançado a melhor média de audiência da referente temporada do programa). No dia 25 do mês seguinte, Mars apresentou novamente "Locked Out of Heaven", desta vez na edição  britânica do reality show musical The X Factor.
No dia 4 de dezembro, Mars performou novamente as canções "Locked Out of Heaven" e "Young Girls", desta vez durante a edição de 2012 do Victoria's Secret Fashion Show. Dois dias depois, Mars fez um pocket show exclusivo para a  BBC Radio 1, no qual mais faixas de Unorthodox Jukebox foram performadas, além de cover's de Jimi Hendrix e da trilha sonora de "A Pequena Sereia". No dia 8 de dezembro, Mars performou na edição de 2012 do Jingle Bell Ball, evento anualmente realizado pela Capital FM que aconteceu na O2 Arena, em Londres.

## Singles

### Oficiais
- "Locked Out of Heaven" foi lançada como o 1º single do álbum no dia 1º de outubro de 2012, através de um webchat realizado por Mars.[3] Foi descrita como uma faixa influenciada pelo gênero New Wave,[34] e inspirada no trabalho de cantores como Michael Jackson e das bandas The Police,[17][18] The Romantics e The Outfield.[34] Entrou no top 5 das paradas da Austrália, Áustria, Bélgica (na região da Valônia), Canadá, Israel, Reino Unido, Estados Unidos e outros, além de ter entrado no top 10 em outros diversos países.[35][36][37][4]

- "When I Was Your Man" foi lançado como o segundo single promocional do disco em 4 de dezembro de 2012 e mais tarde foi lançado como o segundo single oficial em 15 de janeiro de 2013.[8] A canção atingiu o topo da Billboard e o segundo lugar no Reino Unido. Também chegou ao top 5 no Brasil, Canadá, Portugal e Nova Zelândia

- "Treasure" foi lançada como terceiro single do disco em 10 de Maio de 2013.Nos EUA,  a canção estreou na Billboard Bubbling Under Hot 100 Singles Chart no número 25 e no Canadá estreou no número 98. Na semana seguinte, a canção entrou na Billboard Hot 100, no número 76. Ele entrou no top 40 na sua segunda semana na parada e chegou ao número 5. Na semana seguinte, a canção ficou na mesma posição, mas ele entrou no top 10 das músicas de rádio , sendo mais um top 10 de Mars na Radio Songs, ao todo os 11 de suas que já atingiram o nível superior. A canção também chegou ao top 5 na Hungria no Canadá e em Israel e foi primeiro lugar no México.

- A canção "Gorilla" foi lançada como quarto single do álbum

### Promocionais
- "Young Girls" foi liberada como primeiro single promocional do disco, tendo sido disponibilizada apenas para download digital no dia 6 de novembro do mesmo ano.[5] Durante o período em que foi lançada, a canção atingiu a 64ª posição da Canadian Hot 100, sendo essa sua única aparição em paradas musicais até então.[36] Mars revelou em entrevista à Capital FM que já imagina como será o videoclipe da faixa, e prometeu que no vídeo ele fará algo que nunca fez antes.[carece de fontes?]

## Alinhamento de faixas
| Edição Padrão  |                        |                                                                     |                                                |         |  |
| N.º            | Título                 | Compositor(es)                                                      | Produtor(es)                                   | Duração |  |
| 1.             | "Young Girls"          | Bruno Mars, Philip Lawrence, Ari Levine, Jeff Bhasker, Emile Haynie | The Smeezingtons, Jeff Bhasker, Emile Haynie   | 3:49    |  |
| 2.             | "Locked Out of Heaven" | Mars, Lawrence, Levine                                              | The Smeezingtons, Bhasker, Haynie, Mark Ronson | 3:53    |  |
| 3.             | "Gorilla"              | Mars, Lawrence, Levine                                              | Ronson, The Smeezingtons, Bhasker, Haynie      | 4:04    |  |
| 4.             | "Treasure"             | Mars, Lawrence, Levine, Phredley Brown                              | The Smeezingtons                               | 2:58    |  |
| 5.             | "Moonshine"            | Mars, Lawrence, Levine, Andrew Wyatt, Bhasker, Ronson               | The Smeezingtons, Bhasker, Ronson              | 3:48    |  |
| 6.             | "When I Was Your Man"  | Mars, Lawrence, Levine, Wyatt                                       | The Smeezingtons                               | 3:33    |  |
| 7.             | "Natalie"              | Mars, Lawrence, Levine, Benjamin Levin, Paul Epworth                | The Smeezingtons, Benny Blanco*, Paul Epworth* | 3:45    |  |
| 8.             | "Show Me"              | Mars, Lawrence, Levine, Dwayne Chin-quee, Mitchum Chin              | The Smeezingtons, Dwayne "Supa Dups" Chin-quee | 3:27    |  |
| 9.             | "Money Make Her Smile" | Mars, Lawrence, Levine, Christopher Brown                           | The Smeezingtons, Diplo*                       | 3:23    |  |
| 10.            | "If I Knew"            | Mars, Lawrence, Levine                                              | The Smeezingtons                               | 2:12    |  |
| Duração total: | Duração total:         | Duração total:                                                      | Duração total:                                 | 34:57   |  |

| Faixas Bônus da Target |                                                       |                                                |                                                                             |         |  |
| N.º                    | Título                                                | Compositor(es)                                 | Produtor(es)                                                                | Duração |  |
| 11.                    | "Old & Crazy" (com Esperanza Spalding)                | Mars, Bhasker                                  | The Smeezingtons, Bhasker, Haynie*                                          | 1:53    |  |
| 12.                    | "Young Girls" (Versão original de demonstração)       | Mars, Lawrence, Levine, Bhasker, Haynie        | The Smeezingtons, Bhasker, Haynie                                           | 3:39    |  |
| 13.                    | "Gorilla" (Versão original de demonstração)           | Mars, Lawrence, Levine                         | Ronson, The Smeezingtons, Bhasker, Haynie                                   | 3:43    |  |
| 14.                    | "Moonshine" (Versão remix por The Futuristics)        | Mars, Lawrence, Levine, Wyatt, Bhasker, Ronson | The Futuristics**, The Smeezingtons, Bhasker, Ronson                        | 3:42    |  |
| 15.                    | "Locked Out of Heaven" (Versão remix por Major Lazer) | Mars, Lawrence, Levine                         | Major Lazer**, Junior Blender***, The Smeezingtons, Bhasker, Haynie, Ronson | 4:04    |  |
| Duração total:         | Duração total:                                        | Duração total:                                 | Duração total:                                                              | 50:58   |  |

(*) denota co-produtor(es)
(**) denota produtor(es) de remixagem
(***) denota co-produtor(es) de remixagem
Nota
- "Old & Crazy" contém elementos de "Japanese Sandman", interpretada por Django Reinhardt e escrita por Richard A. Whiting

## Repercussão

### Recepção da crítica
| Críticas profissionais | Críticas profissionais |
| Pontuações agregadas   | Pontuações agregadas   |
| Fonte                  | Avaliação              |
| ---------------------- | ---------------------- |
| Metacritic             | 73/100                 |
| Avaliações da crítica  |                        |
| Fonte                  | Avaliação              |
| AllMusic               | [ 1 ]                  |
| Entertainment Weekly   | (A-)                   |
| Rolling Stone          | [ 40 ]                 |

Unorthodox Jukebox foi recebido de forma positiva pela crítica especializada. O agregador  de resenhas Metacritic, que calcula uma média de aprovação baseada nas avaliações dos críticas, deu ao álbum uma média de 73 pontos em 100, baseados em 13 críticas, o que indica "críticas geralmente favoráveis". Tim Sendra, do AllMusic, deu ao disco 2 estrelas e meia de aprovação, indicando uma recepção mista à obra. Ele criticou o conteúdo lírico do álbum por ter se distanciado do romantismo característico das letras de seu álbum de estreia, Doo-Wops & Hooligans (2010). Sendra afirmou que o "coração do álbum" é "frio e sombrio", e que Unorthodox Jukebox é "um passo para trás em vários aspectos", e que esse regresso acaba "levando as pessoas que viram algo de promissor em sua estreia balançarem suas cabeças em reprovação, esperando que Mars consiga voltar a expressar seus sentimentos sobre as mulheres e se tornar novamente um romântico, ao invés de um odiável". Melissa Maerz, do portal Entertainment Weekly, deu ao disco sua maior nota, um (A-), e afirmou que ele representa melhor a personalidade e o comportamento de Mars em sua vida pessoal que seu antecessor, uma vez que nele Mars "deixou o menino de ouro um pouco de lado, mas ao menos está sendo honesto". Ela ainda notou que o cantor possui um "talento inegável para criar canções pop perfeitas em todos os estilos", vindo a destacar as faixas "Locked Out of Heaven" e "When I Was Your Man" como as melhores da obra.
Jody Rosen, da edição norte-americana da revista Rolling Stone, deu ao álbum quatro entre cinco estrelas, e afirmou que "assim como em sua estreia em 2010, ele [Mars] funde sua músicas com um estilo vocal antiquado e clássico, como o de seus chapéus de abas largas", e que "o resultado é um disco que torna a competição musical triste e sedenta por comparações".

## Desempenho comercial
Unorthodox Jukebox estreou na 4ª posição da parada de álbuns da Irish Recorded Music Association (IRMA), da MegaCharts, da Media Control e da Ö3 Austria Top 40, que registram os 100 álbuns mais vendidos na Irlanda, nos Países Baixos, na Alemanha e na Áustria, respectivamente. Na Irlanda, o disco subiu até a 3ª posição da parada na semana seguinte. Na Bélgica, onde as paradas são divididas entre as regiões de Flandres e da Valônia, o álbum estreou na 14ª e a 30ª posições, respectivamente, e na semana seguinte subiu até a 11ª e a 15ª colocações. Já no Reino Unido, Unorthodox Jukebox estreou na 1ª posição da lista dos mais vendidos, cumprindo a previsão feita pela Official Charts Company. O álbum vendeu 136.391 cópias em sua semana de lançamento, tornando-se o álbum solo com a maior estreia do ano de 2012 no país, atrás apenas dos álbuns Babel, do grupo Mumford & Sons (que vendeu 158.923 cópias em sua semana de lançamento) e Take Me Home, da boyband One Direction (que vendeu 155.316 cópias em sua semana de lançamento). O índice de vendas registrado foi suficiente para assegurar um disco de ouro ao álbum, emitido pela British Phonographic Industry (BPI) e cujo nível indica vendas superiores a 100 mil cópias em território britânico.
Na Suíça, o disco também chegou ao 1º lugar na lista dos mais vendidos, tornando-se líder da Schweizer Hitparade. Na Hungria, o álbum atingiu a 2ª posição da lista dos mais vendidos. Na França, Unorthodox Jukebox estreou na 7ª posição da lista dos álbuns mais vendidos divulgada pela Syndicat National de l'Édition Phonographique (SNEP). Na Dinamarca, chegou a 6ª posição da parada da Hitlisten. Na República Checa, atingiu o 21º lugar da lista dos mais vendidos. Na Itália, atingiu a 24ª posição da lista divulgada pela Federazione Industria Musicale Italiana (FIMI) em sua semana de lançamento. Na Noruega e na Suécia, atingiu a 23ª e a 38ª posições em sua semana de estreia, respectivamente. Na Polônia, ele estreou na 42ª colocação da lista liberada pela Związek Producentów Audio Video (ZPAV). Na Finlândia, ele estreou na 45ª posição da lista dos mais vendidos e teve como pico a 34ª colocação.
Em Taiwan, ele estreou na 6ª e 3ª posições dos rankings internacional e western, e acabou chegando até o 5º e o 2º lugares de cada uma das listas na semana seguinte. Na Austrália e na Nova Zelândia, estreou na 8ª e na 9ª posições da ARIA Albums Chart e da RIANZ Albums Chart, respectivamente. Na Nova Zelândia, subiu uma posição em sua segunda semana de vendas e obteve um certificado de disco de ouro emitido pela Recording Industry Association of New Zealand (RIANZ), indicando vendas superiores a 7 mil e 500 unidades em território neozelandês. Em sua terceira semana nas paradas da Austrália, o disco subiu até a 7ª posição do ranking, e na semana seguinte, até o 3º lugar. Uma semana depois, chegou ao 1º lugar da lista, obtendo um disco de platina por vendas superiores a 70 mil unidades no país. No Japão, Unorthodox Jukebox estreou na 11ª colocação da Oricon Albums Chart, com vendas de 18.414 cópias. Na semana seguinte, vendeu adicionais 9.282 unidades, alcançando a 20ª posição da lista e acumulando o total de 27.696 cópias comercializadas. Na Coreia do Sul, o álbum estreou na 2ª colocação do ranking geral e na 1ª do ranking internacional. Na Argentina, o álbum fez sua entrada na 4ª posição do ranking da Cámara Argentina de Productores de Fonogramas y Videogramas (CAPIF). No México, estreou no 26º posto da lista da Asociación Mexicana de Productores de Fonogramas y Videogramas (Amprofon).
Nos Estados Unidos, Unorthodox Jukebox estreou na segunda posição da Billboard 200, com vendas 192 mil cópias em sua semana de lançamento, superando as expectativas de venda previstas no início das vendas do disco, que variavam entre 140-150 mil unidades comercializadas. Na semana seguinte caiu uma posição no ranking, apesar de ter apresentado uma queda de apenas 8% nas vendas, que chegaram ao total de 178 mil unidades (somando cerca de 370 mil cópias vendidas em apenas duas semanas). No Canadá, o álbum também atingiu a 2ª posição da Canadian Albums Chart em sua semana de lançamento.

### Posições nas paradas musicais
| Parada musical (2012)                           | Melhor posição |
| ----------------------------------------------- | -------------- |
| Alemanha – Media Control                        | 4              |
| Argentina – CAPIF Albums Chart                  | 4              |
| Austrália – ARIA Albums Chart                   | 1              |
| Áustria – Ö3 Austria Top 40                     | 4              |
| Bélgica – Ultratop 50 (Flandres)                | 11             |
| Bélgica – Ultratop 40 (Valônia)                 | 15             |
| Canadá – Canadian Albums Chart                  | 2              |
| Coreia do Sul – Gaon Albums Chart               | 2              |
| Coreia do Sul – Gaon International Albums Chart | 1              |
| Dinamarca – Hitlisten                           | 6              |
| Escócia – Scottish Albums Chart                 | 7              |
| Espanha – Promusicae Albums Chart               | 11             |
| Estados Unidos – Billboard 200                  | 1              |
| Finlândia – IFPI Finland                        | 34             |
| França – SNEP Albums Chart                      | 7              |
| Hungria – MAHASZ Albums Chart                   | 2              |
| Irlanda – Irish Albums Chart                    | 3              |
| Itália – FIMI Albums Chart                      | 24             |
| Japão – Oricon Albums Chart                     | 11             |
| México – Amprofon Albums Chart                  | 5              |
| Noruega – VG-lista                              | 23             |
| Nova Zelândia – RIANZ Albums Chart              | 3              |
| Países Baixos – MegaCharts                      | 4              |
| Polônia – ZPAV Albums Chart                     | 42             |
| Reino Unido – UK Albums Chart                   | 1              |
| Chéquia - IFPI Czech Republic                   | 21             |
| Suécia – Sverigetopplistan                      | 38             |
| Suíça – Schweizer Hitparade                     | 1              |
| Taiwan – G-Music International Albums Chart     | 5              |
| Taiwan – G-Music Western Albums Chart           | 2              |

| País (Provedor)       | Certificação | Vendas     |
| --------------------- | ------------ | ---------- |
| Alemanha (BVMI)       | Ouro         | 100.000+   |
| Austrália (ARIA)      | 3× Platina   | 210.000+   |
| Brasil (ABPD)         | Platina      | 40.000+    |
| Canadá (Music Canada) | 2× Platina   | 160.000+   |
| Dinamarca (IFPI DK)   | Ouro         | 10.000+    |
| Estados Unidos (RIAA) | Platina      | 1.500.000+ |
| França (SNEP)         | Ouro         | 100.000+   |
| Hungria (MAHASZ)      | Ouro         | 3.000+     |
| Irlanda (IRMA)        | Ouro         | 15.000+    |
| Japão (RIAJ)          | Ouro         | 100.000+   |
| Nova Zelândia (RIANZ) | Platina      | 15.000+    |
| Reino Unido (BPI)     | 2× Platina   | 885.000+   |
| Suíça (IFPI CH)       | Ouro         | 10.000+    |

| Parada musical (2012)         | Melhor posição |
| ----------------------------- | -------------- |
| Austrália – ARIA Albums Chart | 38             |

## Histórico de lançamento

### CD edownloaddigital
Unorthodox Jukebox foi lançado nos formatos de CD e download digital entre os dias 7 e 13 de dezembro de 2012, através das gravadoras Atlantic Records e Warner Music Group. Na maioria dos países, apenas a edição padrão do disco foi disponibilizada para compra, sendo os Estados Unidos o único país a receber uma versão exclusiva do álbum, distribuída com exclusividade pela Target Corporation e que traz 5 faixas adicionais em seu conteúdo, incluindo o dueto "Old & Crazy" com Esperanza Spalding.
| País          | Data                   |
| ------------- | ---------------------- |
| Alemanha      | 7 de dezembro de 2012  |
| Austrália     | 7 de dezembro de 2012  |
| Bélgica       | 7 de dezembro de 2012  |
| Finlândia     | 7 de dezembro de 2012  |
| Irlanda       | 7 de dezembro de 2012  |
| Nova Zelândia | 7 de dezembro de 2012  |
| Países Baixos | 7 de dezembro de 2012  |
| Suíça         | 7 de dezembro de 2012  |
| Dinamarca     | 10 de dezembro de 2012 |
| França        | 10 de dezembro de 2012 |
| Grécia        | 10 de dezembro de 2012 |
| Hungria       | 10 de dezembro de 2012 |
| Noruega       | 10 de dezembro de 2012 |

| País           | Data                   |
| -------------- | ---------------------- |
| Polônia        | 10 de dezembro de 2012 |
| Portugal       | 10 de dezembro de 2012 |
| Reino Unido    | 10 de dezembro de 2012 |
| Chéquia        | 10 de dezembro de 2012 |
| Suécia         | 10 de dezembro de 2012 |
| Canadá         | 11 de dezembro de 2012 |
| Espanha        | 11 de dezembro de 2012 |
| Estados Unidos | 11 de dezembro de 2012 |
| Itália         | 11 de dezembro de 2012 |
| México         | 11 de dezembro de 2012 |
| Taiwan         | 11 de dezembro de 2012 |
| Japão          | 12 de dezembro de 2012 |
| Brasil         | 13 de dezembro de 2012 |

### LP
Em alguns países, Unorthodox Jukebox foi lançado no formato de LP (ou Vinil), direcionado para colecionadores. A versão foi distribuida entre o dia 7 de dezembro de 2012 e o ano de 2013, e inclui somente as faixas da edição padrão. Apenas países europeus e norte-americanos receberam o material. A distribuição do material também foi feita pelas gravadoras Atlantic Records e Warner Music Group.
| País      | Data                   |
| --------- | ---------------------- |
| Alemanha  | 7 de dezembro de 2012  |
| Finlândia | 7 de dezembro de 2012  |
| Irlanda   | 10 de dezembro de 2012 |
| Itália    | 11 de dezembro de 2012 |